# Mount Blick
Mount Blick är ett berg i Antarktis. Det ligger i Östantarktis. Australien gör anspråk på området. Toppen på Mount Blick är 1 447 meter över havet, eller 262 meter över den omgivande terrängen. Bredden vid basen är 1,9 km.
Terrängen runt Mount Blick är huvudsakligen lite bergig. Trakten är obefolkad. Det finns inga samhällen i närheten.